# Paspalum orbiculatum
Paspalum orbiculatum är en gräsart som beskrevs av Jean Louis Marie Poiret. Paspalum orbiculatum ingår i släktet tvillinghirser, och familjen gräs. Inga underarter finns listade i Catalogue of Life.